# Čađavica Gornja
Čađavica Gornja är en ort i Bosnien och Hercegovina.   Den ligger i entiteten Republika Srpska, i den nordvästra delen av landet, 200 km nordväst om huvudstaden Sarajevo. Čađavica Gornja ligger 167 meter över havet och antalet invånare är 252.
Terrängen runt Čađavica Gornja är varierad. Čađavica Gornja ligger nere i en dal. Närmaste större samhälle är Bosanski Novi, 9,3 km norr om Čađavica Gornja. 
Omgivningarna runt Čađavica Gornja är en mosaik av jordbruksmark och naturlig växtlighet. Runt Čađavica Gornja är det ganska tätbefolkat, med 67 invånare per kvadratkilometer.